# 経済小説
経済小説（けいざいしょうせつ）は、企業、業界、人物（経営者、中間管理職、サラリーマン）、経済現象、経済事件などを扱う小説の総称である。
その性質上、現実の企業や人物を（間接的にでも）モデルにするため時代と強く結びつくが、リアルタイムで消費されるだけではない、ひとつの芸術作品としての小説が成立し得る。

## 代表的な作家
- トーマス・マン『ブッデンブローク家の人々』[1]
- 城山三郎　代表作『落日燃ゆ』
- 高杉良　代表作：『金融腐蝕列島』
- 清水一行　代表作：『動脈列島』
- 山崎豊子　代表作：『華麗なる一族』
- 池井戸潤　代表作：『下町ロケット』、半沢直樹シリーズ
- 真山仁　代表作：『ハゲタカ』
- 黒木亮　代表作：『巨大投資銀行』
- 楡周平　代表作：『プラチナタウン』
- 相場英雄　代表作：『トップリーグ』
- 梶山季之　代表作：『血と油と運河』
- 幸田真音　代表作：『スケープゴート』

## 経済小説の賞
- 懸賞経済小説（1979年、1981年）が日本経済新聞によって開催された。
- 城山三郎経済小説大賞 （2004年よりダイヤモンド経済小説大賞として3回実施されたのち、改称）